# Championnats panaméricains de cyclisme sur piste de 2018
Navigation
Championnats panaméricains 2017 Championnats panaméricains 2019
Les championnats panaméricains de cyclisme sur piste de 2018 ont lieu du 29 août au 2 septembre 2018 à Aguascalientes, au Mexique.
Lors de ces championnats, l'Américain Ashton Lambie crée la surprise en battant le record du monde de poursuite individuelle. Il bat de plus trois secondes le précédent record de Jack Bobridge en réalisant 4 min 7 s 251 contre 4 min 10 s 534.

## Podiums
| Épreuves                | Or                                                                             | Argent                                                                   | Bronze                                                                                     |
| ----------------------- | ------------------------------------------------------------------------------ | ------------------------------------------------------------------------ | ------------------------------------------------------------------------------------------ |
| Compétitions masculines |                                                                                |                                                                          |                                                                                            |
| Kilomètre               | Santiago Ramírez                                                               | Kevin Quintero                                                           | Nicholas Paul                                                                              |
| Keirin                  | Hugo Barrette                                                                  | Santiago Ramírez                                                         | Kevin Quintero                                                                             |
| Vitesse individuelle    | Hugo Barrette                                                                  | Nicholas Paul                                                            | Kevin Quintero                                                                             |
| Vitesse par équipes     | Trinité-et-Tobago Kwesi Browne Njisane Phillip Nicholas Paul Keron Bramble (q) | Colombie Rubén Murillo Santiago Ramírez Kevin Quintero                   | Brésil Flávio Cipriano (pt) Kacio Fonseca João Vitor da Silva                              |
| Poursuite individuelle  | Ashton Lambie                                                                  | Gavin Hoover                                                             | Luis Villalobos                                                                            |
| Poursuite par équipes   | États-Unis Ashton Lambie Eric Young Colby Lange Gavin Hoover                   | Colombie Juan Esteban Arango Brayan Sánchez Carlos Tobón Marvin Angarita | Mexique José Alfredo Aguirre Ignacio Prado Edibaldo Maldonado Ignacio Sarabia              |
| Course aux points       | Felipe Peñaloza                                                                | Jorge Luis Montenegro                                                    | Rubén Ramos                                                                                |
| Américaine              | États-Unis Daniel Holloway Adrian Hegyvary                                     | Mexique Ignacio Sarabia José Alfredo Aguirre                             | Chili Felipe Peñaloza Antonio Cabrera                                                      |
| Scratch                 | Adrian Hegyvary                                                                | Iván Carbajal                                                            | Antonio Cabrera                                                                            |
| Omnium                  | Ángel Pulgar                                                                   | Carlos Quishpe                                                           | Ignacio Prado                                                                              |
| Compétitions féminines  |                                                                                |                                                                          |                                                                                            |
| 500 mètres              | Jessica Salazar                                                                | Daniela Gaxiola                                                          | Martha Bayona                                                                              |
| Keirin                  | Martha Bayona                                                                  | Lauriane Genest                                                          | Amelia Walsh                                                                               |
| Vitesse individuelle    | Daniela Gaxiola                                                                | Jessica Salazar                                                          | Martha Bayona                                                                              |
| Vitesse par équipes     | Mexique Daniela Gaxiola Yuli Verdugo Jessica Salazar (q)                       | États-Unis Mandy Marquardt Madalyn Godby                                 | Canada Lauriane Genest Amelia Walsh                                                        |
| Poursuite individuelle  | Kelly Catlin                                                                   | Marlies Mejías                                                           | Jennifer Wheeler                                                                           |
| Poursuite par équipes   | États-Unis Jennifer Valente Kimberly Geist Kelly Catlin Christina Birch        | Mexique Yarely Salazar Ana Teresa Casas Jessica Bonilla Brenda Santoyo   | Canada Maggie Coles-Lyster Laurie Jussaume Devaney Collier Miriam Brouwer Erin Attwell (q) |
| Course aux points       | Jennifer Valente                                                               | Jessica Bonilla                                                          | Marlies Mejías                                                                             |
| Américaine              | Mexique Yarely Salazar Sofía Arreola                                           | Canada Allison Beveridge Stephanie Roorda                                | États-Unis Kimberly Geist Christina Birch                                                  |
| Scratch                 | Jennifer Valente                                                               | Marlies Mejías                                                           | Mayra Rocha                                                                                |
| Omnium                  | Jennifer Valente                                                               | Yarely Salazar                                                           | Marcela Hernández                                                                          |

## Tableau des médailles
| Rang  | Nation            | Or | Argent | Bronze | Total |
| ----- | ----------------- | -- | ------ | ------ | ----- |
| 1     | États-Unis        | 9  | 2      | 2      | 13    |
| 2     | Mexique           | 4  | 7      | 4      | 15    |
| 3     | Colombie          | 2  | 4      | 5      | 11    |
| 4     | Canada            | 2  | 2      | 3      | 7     |
| 5     | Trinité-et-Tobago | 1  | 1      | 1      | 3     |
| 6     | Chili             | 1  | 0      | 2      | 3     |
| 7     | Venezuela         | 1  | 0      | 0      | 1     |
| 8     | Cuba              | 0  | 2      | 1      | 3     |
| 9     | Équateur          | 0  | 2      | 0      | 2     |
| 10    | Argentine         | 0  | 0      | 1      | 1     |
| 10    | Brésil            | 0  | 0      | 1      | 1     |
| Total | Total             | 20 | 20     | 20     | 60    |